# Elizabeth Cropper
Elizabeth Cropper, född 11 augusti 1944 i Dewsbury, är en brittisk konsthistoriker och författare. Hon avlade 1972 doktorsexamen vid Bryn Mawr College med en avhandling om Pietro Testa. Hon är sedan 2000 dekanus för National Gallery of Art’s Center for Advanced Study in the Visual Arts (CASVA). Tidigare var hon professor vid Johns Hopkins University.